# Ämmaryd
Ämmaryd är en by utanför Ädelfors i Alseda socken och församling, Vetlanda kommun, Jönköpings län. Trakten är rik på mineraler - med bland annat Ädelfors guldgruva och Kleva gruva i närheten - och viss gruvverksamhet har begåtts i byn.